# Jean Richepin

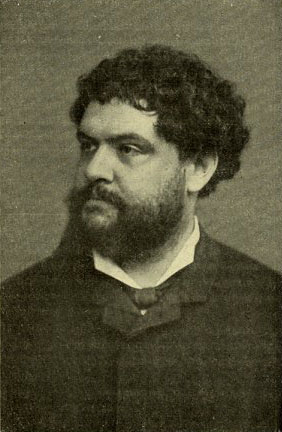
Jean Richepin, foto Nadar, 1879

Jean Richepin (Médéa, 4 februari 1849 - Parijs, 12 december 1926) was een Frans (toneel)schrijver en dichter.

## Leven en werk
Richepin werd in Algerije geboren als zoon van een militair arts. Hij studeerde literatuurwetenschap aan de École normale supérieure te Parijs, maar op zijn twintigste staakte hij zijn studie. In 1870 nam hij vrijwillig militaire dienst tijdens de Frans-Duitse Oorlog, samen met de revolutionaire Jules Vallès, die een sterke invloed had op zijn denken. Vervolgens verdiende hij de kost als acteur, dokwerker en uiteindelijk journalist.
Te Parijs vestigde Richepin zich in het Quartier Latin en kwam daar in contact met de kunstenaarsgroepering 'Cercle des poètes Zutiques', rondom Charles Cros, Paul Verlaine, Arthur Rimbaud, Léon Valade en Étienne Carjat. Ook was hij bevriend met Maurice Rollinat, Paul Bourget en Léon Bloy. Begin jaren 1870, stond hij sterk onder invloed van de ideeën van de Parnasse, die het principe van l'art pour l'art propageerden. Later brak hij met deze idealen en verwerkte de beelden van de romantische traditie in zijn Chanson des gueux (1876). Daarin verheerlijkt hij het uitschot van het platteland dat geniet van zijn onafhankelijkheid, alsook het schuim van Parijs, de armen, de rondtrekkende kooplui en de bedelaars. Door deze samen met de dromers, schilders en dichters te plaatsen onder de hoede van 'beschermheilige' François Villon plaatst hij hen op een hoger plan. De platvloerse toon van het gedicht veroorzaakte een schandaal, maar had een vernieuwende invloed op de poëzie, voornamelijk door de klank, de welsprekendheid en de rijkdom aan beelden.
Latere bundels van Richepin kenmerken zich door sensualiteit, opstandigheid en provocerend atheïsme. Ook schreef hij vanaf de jaren 1880 verhalen, romans en toneel. Zijn bekendste romans zijn het enigszins morbide La glu uit 1881 (over een jongen Bretonse visser die op het slechte pad wordt gebracht door een Parisienne) en Miarka : la fille à l'ourse uit 1883 (waarin hij de zwerverswereld beschrijft en zo weer terugkomt op het uitschot).
Zijn grootste successen had Richepin uiteindelijk in het theater, vooral in de Comédie-Française, onder meer met de romantische stukken Nana Sahib (1883) Le Flibustier (1888), Flamboche (1895) en Le Chemineau (1897). Nana Sahib werd in de Comédie-Française uitgevoerd met Sarah Bernhardt in de hoofdrol, met wie Richepin een kortstondige relatie had. Le Flibustier werd door César Cui bewerkt tot een opera. Henri Cain bewerkte zijn roman La Glu tot een opera, met muziek van Gabriel Dupont. Voor zijn vriend Jules Massenet schreef hij de tekst van diens opera Le mage (1891).
In 1908 werd Richepin lid van de Académie française, waar zijn benoeming veel weerstand vond. Hij overleed in 1926, 77 jaar oud.

### Poëzie

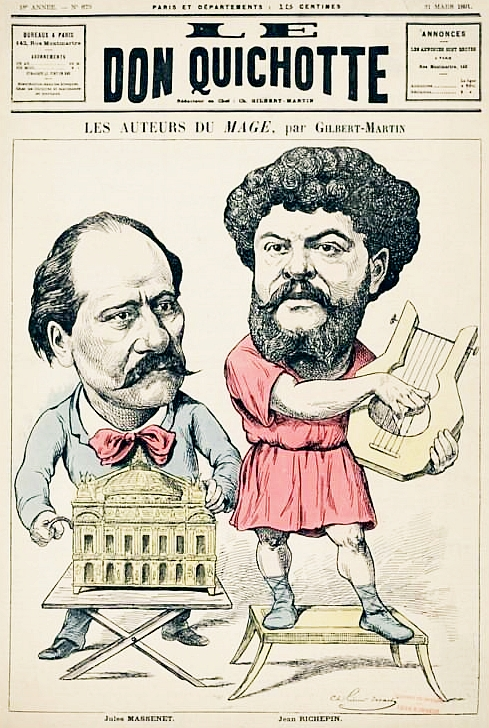
Karikatuur van Massenet en Richepin (als Apollo), als auteurs van Le mage

### Theater

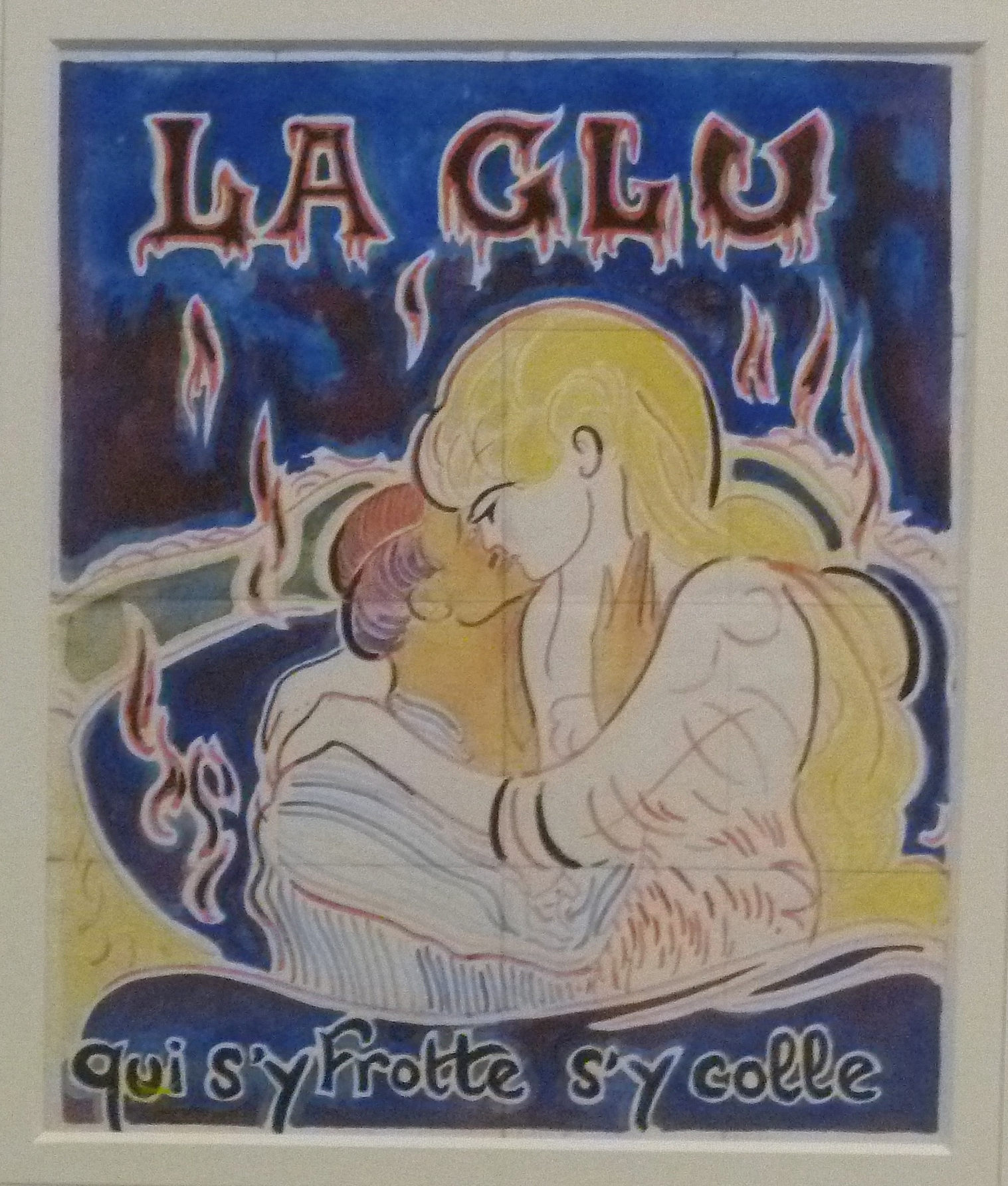
"La Glu", niet-uitgevoerd afficheontwerp door Léon Spilliaert (1917)